# Gronik (Beskid Makowski)
Gronik lub Pękalówka (839 m) – szczyt w masywie Kotonia w Beskidzie Makowskim. Wznosi się w głównym grzbiecie masywu, ok. 1,3 km na wschód od Solniska – jego najwyższego wierzchołka.
Jest to mało wybitny szczyt, o wierzchołku niewiele tylko wznoszącym się ponad główny grzbiet masywu Kotonia, ma jednak znaczenie topograficzne, gdyż jest zwornikiem dla dwóch grzbietów opadających z niego w przeciwne strony. Na południową stronę, do doliny Krzczonówki, opada grzbiet z wierzchołkami Ostrysz (701 m) i Groń (671 m). Grzbiet ten oddziela dolinę potoku o nazwie Rusnaków Potok od doliny potoku bez nazwy (obydwa są dopływami Krzczonówki). Na górnej części grzbietu znajduje się polana Pękalówka. Na przeciwną, północną stronę, do doliny Trzebuńki opada grzbiet z wierzchołkami Łysoń (657 m) i Balowa Góra, zwana też Chociabówką (467 m).
Wierzchołek Gronika jest zalesiony, ale część opadających z niego grzbietów jest bezleśna. Szczególnie widokowe są górne części polany Pękalówka, podchodzącej niemal pod szczyt Gronika. Panorama stąd obejmuje znaczną część południowego horyzontu ze szczytami Beskidu Żywieckiego, Beskidu Makowskiego, Beskidu Wyspowego i Gorców. Przy dobrej widoczności widoczny jest łańcuch Tatr. Po północnej stronie szczytu Gronika biegnie żółty szlak turystyczny.

## Szlak turystyczny
Maków Podhalański – Stańkowa – Koskowa Góra – Parszywka – Przełęcz Dział – Groń – Gronik – Pcim